# Indianapolis Kautskys 1947-1948
La stagione 1947-48 degli Indianapolis Kautskys fu la 7ª e ultima nella NBL per la franchigia.
Gli Indianapolis Kautskys arrivarono quarti nella Western Division con un record di 24-35. Nei play-off persero al primo turno con i Tri-Cities Blackhawks (3-1).

## Roster
| N° | Naz.                   | Ruolo | Sportivo        | Anno | Alt. | Peso |
| -- | ---------------------- | ----- | --------------- | ---- | ---- | ---- |
|    | Stati Uniti (bandiera) | GA    | Leo Klier       | 1923 | 185  | 77   |
|    | Stati Uniti (bandiera) | AC    | George Glamack  | 1918 | 198  | 102  |
|    | Stati Uniti (bandiera) | GA    | Bruce Hale      | 1918 | 185  | 77   |
|    | Stati Uniti (bandiera) | AC    | Arnie Risen     | 1924 | 206  | 91   |
|    | Stati Uniti (bandiera) | AC    | Bill Closs      | 1922 | 196  | 88   |
|    | Stati Uniti (bandiera) | GA    | Ernie Andres    | 1918 | 185  | 91   |
|    | Stati Uniti (bandiera) | G     | Hal Gensichen   | 1921 | 180  | 77   |
|    | Stati Uniti (bandiera) | GA    | Freddie Lewis   | 1921 | 188  | 88   |
|    | Stati Uniti (bandiera) | GA    | Fritz Nagy      | 1924 | 188  | 84   |
|    | Stati Uniti (bandiera) | GA    | Bob Dietz       | 1917 | 185  | 74   |
|    | Stati Uniti (bandiera) | A     | Ed Bogdanski    | 1921 | 193  | 100  |
|    | Stati Uniti (bandiera) | C     | Jim Springer    | 1926 | 206  | 107  |
|    | Stati Uniti (bandiera) | GA    | Don Grate       | 1923 | 188  | 82   |
|    | Stati Uniti (bandiera) | GA    | Woody Norris    | 1919 | 185  | 77   |
|    | Stati Uniti (bandiera) | GA    | Herm Schaefer   | 1918 | 183  | 79   |
|    | Stati Uniti (bandiera) | GA    | Milt Ticco      | 1922 | 191  | 93   |
|    | Stati Uniti (bandiera) | GA    | Jack Forestieri | 1927 | 183  | 85   |
|    | Stati Uniti (bandiera) | AC    | Roy Pugh        | 1922 | 198  | 95   |
|    | Stati Uniti (bandiera) | GA    | Del Loranger    | 1920 | 191  | 79   |

## Staff tecnico
- Allenatori: Glenn Curtis (2-2), Leo Klier (1-1), Bruce Hale (21-32)